# Botanicine (Rozdolne)
Botanicine (în ucraineană Ботанічне) este localitatea de reședință a comunei Botanicine din raionul Rozdolne, Republica Autonomă Crimeea, Ucraina.

## Demografie
Componența lingvistică a localității Botanicine
     Rusă (76,02%)
     Ucraineană (21,73%)
     Tătară crimeeană (1,9%)
     Alte limbi (0,15%)
Conform recensământului din 2001, majoritatea populației localității Botanicine era vorbitoare de rusă (76,02%), existând în minoritate și vorbitori de ucraineană (21,73%) și tătară crimeeană (1,9%).